# Маофэн

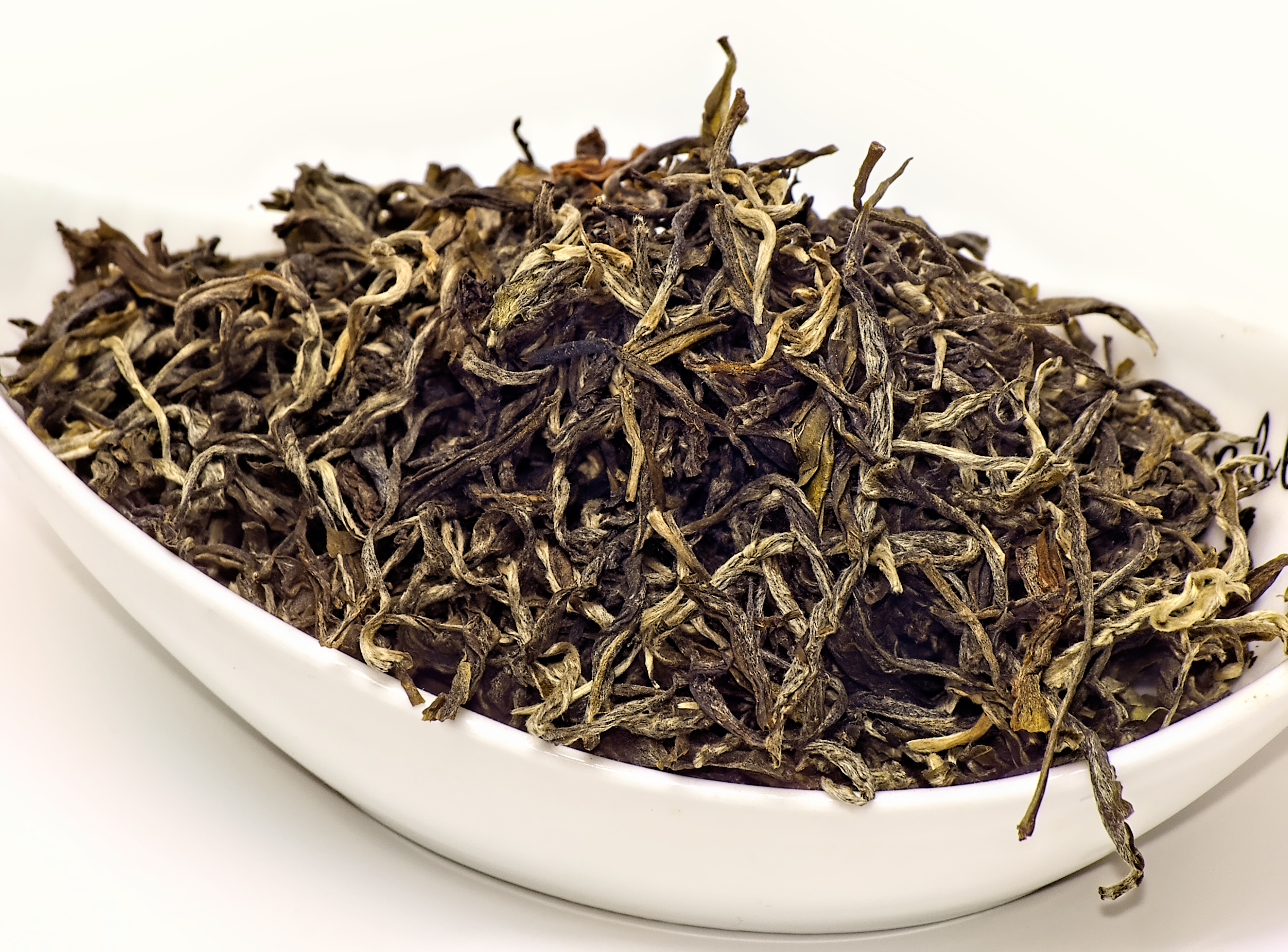
Маофэн из провинции Юньнань

Маофэн (кит. 毛峰) — способ производства чая, при котором отбираются почки и прилегающие к ним два листа одинаковой длины. Листья чая, отобранные по технологии «маофэн», имеют плоскую округлую форму, и считаются отборным чаем. Маофэны производят во многих чайных районах Китая, в частности в провинции Юньнань, в чайных районах горы Эмэйшань провинции Сычуань, в округе Цзуньи провинции Гуйчжоу, в уезде Уи провинции Чжэцзян.
Самым ортодоксальным из маофэнов считается чай Хуаншань Маофэн из Хуаншань провинции Аньхой. Другим известным маофэном является Ланьси Маофэн из Ланьси провинции Чжэцзян. Также по технологии «маофэн» могут готовить Цимэньский красный чай.